# Anton Gastiłowicz
Anton Josifowicz Gastiłowicz (ros. Антон Иосифович Гастилович; ur. 26 października?/8 listopada 1902 w Pieńkowszczinie, zm. 23 listopada 1975 w Moskwie) – Białorusin, radziecki wojskowy, generał pułkownik, doktor nauk wojskowych (1957), profesor (1959).

## Życiorys
Urodził się w folwarku Pieńkowszczina (rejon wołożyński, obwód miński), w rodzinie białoruskiej.
W 1919 roku wstąpił do Armii Czerwonej. Walczył w wojnie domowej z powstańcami w guberni orenburskiej i ufijskiej, następnie w oddziałami basamczy w Turkiestanie, był pomocnikiem dowódcy batalionu.
W 1924 roku ukończył 1 Leningradzką szkołę piechoty, a następnie był dowódcą plutonu, po czym dowódcą kursantów 1 Leningradzkiej szkoły piechoty. Następnie został słuchaczem Akademii Wojskowej im. Frunzego, którą ukończył w 1931 roku. Po jej ukończeniu został szefem 1 oddziału sztabu dywizji strzeleckiej, a potem zastępcą szefa wydziału sztabu Ukraińskiego Okręgu Wojskowego. W 1935 roku został dowódcą i komisarzem pułku strzeleckiego. Studiował w Wojskowej Akademii Sztabu Generalnego im. Woroszyłowa, którą ukończył w 1938 roku, po czym został starszym wykładowcą na tej akademii.
We wrześniu 1939 roku został szefem sztabu 1 armijnej grupy wojsk radzieckich w Mongolii, a w czerwcu szefem sztabu 17 Armii, która powstała w wyniku przekształcenia grupy wojsk radzieckich w Mongolii.
W chwili ataku Niemiec na ZSRR pozostawał na stanowisku szefa sztabu 17 Armii, a następnie w okresie od 15 maja 1942 do 18 listopada 1943 roku był jej dowódcą, w składzie Frontu Zabajkalskiego. Na początku 1944 roku został przeniesiony do dyspozycji 1 i 4 Frontu Ukraińskiego, a w kwietniu 1944 roku został dowódcą 17 Gwardyjskiego Korpusu Strzeleckiego i na jego czele wziął udział w operacji karpacko-użgorodzkiej. 7 listopada 1944 roku został dowódcą 18 Armii, armią tą dowodził w czasie operacji wschodniokarpackiej, morawsko-ostrawskiej i praskiej.
Po zakończeniu wojny w Europie pozostał dowódcą 18 Armii, do czasu jej rozformowania. W czerwcu 1946 roku został naczelnikiem katedry Wojskowej Akademii Sztabu Generalnego im. Woroszyłowa. W 1948 roku został pomocnikiem dowódcy Nadbałtyckiego Okręgu Wojskowego. W 1958 roku został zastępcą komendanta Wojskowej Akademii Sztabu Generalnego im. Woroszyłowa,  a od 1964 roku był konsultantem w tej akademii. W tym czasie uzyskał stopień doktora nauk wojskowych i profesora.
W 1965 roku został przeniesiony do rezerwy. Po przeniesieniu do rezerwy zamieszkał w Moskwie, gdzie zmarł. Pochowany został na cmentarzu Gołowinskim w Moskwie, a w 2012 roku jego grób przeniesiono na cmentarz Kuncewski.

## Awanse
- kombrig (комбриг) (4.11.1939) (rozkaz nr 04585)
- generał major (генерал-майорy) (4.06.1940) (rozkaz nr 945)
- generał porucznik (генерал-лейтенант) (20.01.1945) (rozkaz nr 123)
- generał pułkownik (генерал-полковник) (25.05.1959) (rozkaz nr 557)

## Odznaczenia
- Order Lenina (dwukrotnie – 21.01.1945[1], 15.09.1961)
- Order Czerwonego Sztandaru (trzykrotnie – 8.03.1944[2], 3.11.1944[3], 15.11.1950[4])
- Order Suworowa kl. I (23.05.1945[5])
- Order Wojskowy Czerwonego Sztandaru (Mongolia)
- Czechosłowacki Wojskowy Order Lwa Białego „Za Zwycięstwo” kl. II
- Krzyż Wojenny Czechosłowacki 1939
- Medal jubileuszowy „W upamiętnieniu 100-lecia urodzin Władimira Iljicza Lenina”
- Medal „Za zwycięstwo nad Niemcami w Wielkiej Wojnie Ojczyźnianej 1941–1945”
- Medal jubileuszowy „Dwudziestolecia zwycięstwa w Wielkiej Wojnie Ojczyźnianej 1941–1945”
- Medal jubileuszowy „Trzydziestolecia zwycięstwa w Wielkiej Wojnie Ojczyźnianej 1941–1945”
- Medal jubileuszowy „XX lat Robotniczo-Chłopskiej Armii Czerwonej”
- Medal jubileuszowy „30 lat Armii Radzieckiej i Floty”
- Medal jubileuszowy „40 lat Sił Zbrojnych ZSRR”
- Medal jubileuszowy „50 lat Sił Zbrojnych ZSRR”
- Medal 30-lecia Zwycięstwa Chałchan-Goł (Mongolia)